# Гергерт Андрій Валерійович

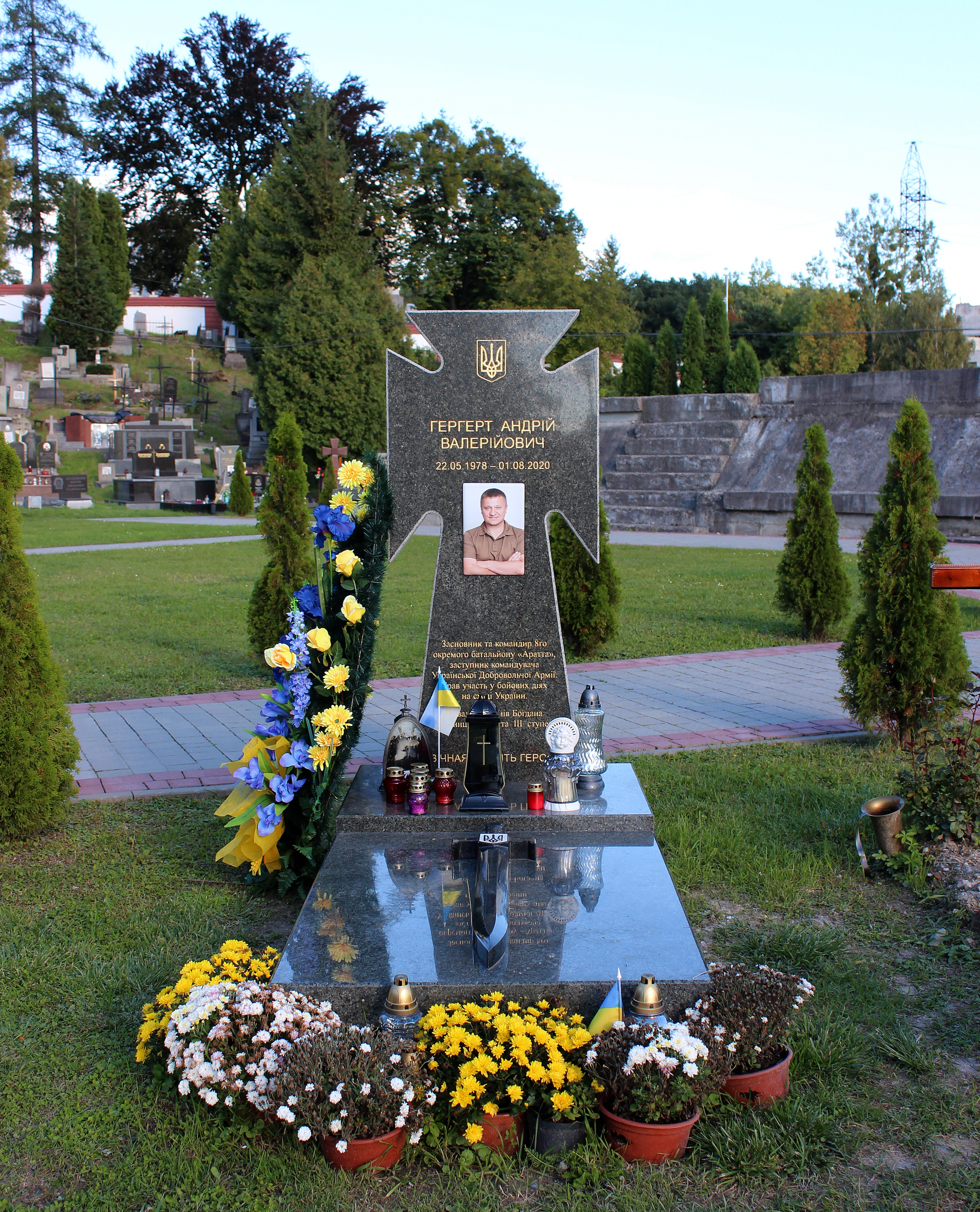

Андрі́й Вале́рійович Ге́ргерт (псевдо: «Червень»; 22 травня 1978, Миколаїв — 1 серпня 2020, Відень, Австрія) — український військовик та політик, заступник командира Української добровольчої армії, командир 8-го окремого батальйону «Аратта» УДА, ветеринарний лікар.

## Життєпис
Народився 22 травня 1978 року в місті Миколаїв Львівської області. 
У 1993 році закінчив Стільську середню школу Миколаївського району Львівської області. 1997 року здобув кваліфікацію фельдшера ветеринарної медицини у Вишнянському радгоспі-технікумі, а 2012-го — повну вищу освіту спеціаліста з економіки підприємства у Національному університеті біоресурсів і природокористування України «Бережанський агротехнічний інститут».
До Російсько-української війни працював ветеринаром.
У 1999—2001 роках був членом УНСО. З 2001 року мешкав у Криму та займався там бізнесом.
На Майдані з грудня 2013 року, там же познайомився з Дмитром Ярошем.
З початком війни пройшов вишкіл у Переяславі-Хмельницькому.
На фронті з березня 2014 року. Потрапив у 5-й батальйон. Був заступником командира 2-го запасного батальйону (2-га резервна сотня ДУК ПС). Став командиром 8-ї окремої роти ДУК, яка згодом збільшилася до батальйону.
Балотувався до Верховної Ради у 2014 році на Жидачівщині по одномандатному виборчому округу № 126.
2019 — балотувався до Верховної Ради від партії ВО «Свобода» по 126 округу на Львівщині (центр — місто Стрий).
Взимку 2020 року в Андрія Гергерта діагностували рак шлунка. Проходив лікування у Києві та Львові. Для лікування Андрія Гергерта збирали кошти, проводили благодійні концерти, і завдяки цьому в лютому Гергета перевезли до клініки у Відень. Помер 1 серпня 2020 від раку шлунка у Відні. Похований 3 серпня 2020 року на полі почесних поховань  № 76 Личаківського цвинтаря у Львові.
Залишилась дружина та четверо дітей.

## Нагороди
- За особисту мужність, самовідданість і високий професіоналізм, виявлені у захисті державного суверенітету та територіальної цілісності України, нагороджений орденом Богдана Хмельницького III ступеня (21.11.2016).[12]